# Episodi di Z Nation (seconda stagione)
La seconda stagione della serie televisiva Z Nation, composta da 15 episodi, è stata trasmessa in prima visione negli Stati Uniti d'America dall'emittente Syfy dall'11 settembre al 18 dicembre 2015.
In Italia è stata trasmessa in prima visione assoluta da AXN Sci-Fi dal 6 gennaio al 24 febbraio 2016. Su DMAX viene trasmessa dal 24 luglio 2017.
| n° | Titolo originale                      | Titolo italiano           | Prima TV USA      | Prima TV Italia  |
| -- | ------------------------------------- | ------------------------- | ----------------- | ---------------- |
| 1  | The Murphy                            | A caccia di Murphy        | 11 settembre 2015 | 6 gennaio 2016   |
| 2  | White Light                           | A un passo dalla morte    | 18 settembre 2015 | 6 gennaio 2016   |
| 3  | Zombie Road                           | Una nuova destinazione    | 25 settembre 2015 | 13 gennaio 2016  |
| 4  | Batch 47                              | Lotto 47                  | 2 ottobre 2015    | 13 gennaio 2016  |
| 5  | Zombaby                               | Baby Zombie               | 9 ottobre 2015    | 20 gennaio 2016  |
| 6  | Zombie Baby Daddy                     | La piccola zombie di papà | 16 ottobre 2015   | 20 gennaio 2016  |
| 7  | Down the Mississippi                  | La riva sbagliata         | 23 ottobre 2015   | 27 gennaio 2016  |
| 8  | The Collector                         | Il collezionista          | 30 ottobre 2015   | 27 gennaio 2016  |
| 9  | Rozwell                               | Rozwell                   | 6 novembre 2015   | 3 febbraio 2016  |
| 10 | We Were Nowhere Near the Grand Canyon | Uomo o zombie             | 13 novembre 2015  | 3 febbraio 2016  |
| 11 | Corporate Retreat                     | Ritiro aziendale          | 20 novembre 2015  | 10 febbraio 2016 |
| 12 | Party With the Zeroes                 | La reina de los muertos   | 27 novembre 2015  | 10 febbraio 2016 |
| 13 | Adios, Muchachos                      | L'esercito di Murphy      | 4 dicembre 2015   | 17 febbraio 2016 |
| 14 | Day One                               | L'inizio della fine       | 11 dicembre 2015  | 17 febbraio 2016 |
| 15 | All Good Things Must Come to an End   | Ultimo giorno             | 18 dicembre 2015  | 24 febbraio 2016 |

## A caccia di Murphy
- Titolo originale: The Murphy
- Diretto da: John Hyams
- Scritto da: Karl Schaefer

### Trama
L'episodio inizia da dove si era interrotto il finale della stagione precedente, ossia pochi istanti prima delle varie esplosioni nucleari innescate dal sistema difensivo azionato dalla fuga di Murphy. Quando le deflagrazioni avvengono, il cittadino Z si ritrova a vedersela con nuovi zombie che entrano nella base e lancia un messaggio audio in cui offre una ricompensa pubblica a chiunque riesca a trovare e portare in California Murphy, rivelandone al mondo l'importanza. Roberta, Doc e Diecimila, dopo essersi ribaltati con l'auto in un tunnel a seguito della deflagrazione, si dividono: Roberta va in cerca di provviste. Mack intanto si ritrova con Addy e insieme ascoltano il messaggio del cittadino Z e vanno alla ricerca di Murphy, ricongiungendosi con Doc e Diecimila ed in seguito anche Roberta. Tutti insieme arrivano a Cheyenne, dove trovano Murphy e Cassandra in uno Strip Club. Mentre Murphy fa vedere al gruppo le grandi capacità manipolatorie sviluppate sugli zombie, sopraggiunge un cacciatore di taglie di nome Vasquez, spinto dalla "taglia" su Murphy, che crea scompiglio e permette a quest'ultimo di fuggire con Cassandra. L'episodio si chiude mostrando l'inquietante donna incinta di Murphy, in viaggio per raggiungere il padre del suo "bambino".
- Altri interpreti: Sara Coates (Serena), Donald Corren (Dr. Walter Kurian), Jacob Goudzwaard (Sam), Daniel Brockley (Sconosciuto), Michelle Hippe (Madre), Sarah-Eve Gazitt (Bambina), Stefan Hajek (Padre).

## A un passo dalla morte
- Titolo originale: White Light
- Diretto da: John Hyams
- Scritto da: John Hyams

### Trama
Tutti si trovano per strada, scoprendo che nella cittadina si è scatenata una lotta senza quartiere tra vari gruppi di cacciatori di taglie alla ricerca di Murphy. Mentre impazza la guerriglia urbana, Mack rimane bloccato nelle scale di un edificio e viene sbranato da un gruppo di zombie. Addy fa in tempo ad aprire l'ingresso e vedere la trasformazione di Mack in zombie, dandogli immediatamente la grazia. Roberta, nel frattempo, sta per essere uccisa quando viene salvata da Vasquez che decide di aggregarsi al gruppo. Al contempo, il Cittadino Z continua la sua estenuante lotta per liberare la base dagli zombie. Il gruppo ritrova Murphy e Cassandra e, dopo un lungo inseguimento, lo raggiunge facendolo prigioniero e scappando definitivamente da Cheyenne.
- Altri interpreti: Joseph Mccarthy (Zane), Andrew Sekking (Wes).

## Una nuova destinazione
- Titolo originale: Zombie Road
- Diretto da: Dan Merchant
- Scritto da: Dan Merchant

### Trama
La squadra incontra sulla sua strada un gruppo di persone dirette ad Edmonton e decide di aggregarsi. Nel gruppo c'è un ragazzo, detto "demolitore" che fa fumare a Murphy e Doc l'erba Z, un'erba buonissima che a suo dire viene coltivata in un laboratorio a Minneapolis utilizzando gli zombie come concime, laboratorio in cui si sta cercando una cura anti zombie a base di erbe. La squadra fa la conoscenza anche degli zombie "mutanti", più veloci, violenti e resistenti dei normali, su cui Murphy scopre di non avere nessun potere. Quando sul tir arriva un'orda di mutanti, il gruppo salta giù, mentre Murphy, Cassandra e Demolitore prendono un'auto e si dirigono verso il laboratorio di Minneapolis.
- Guest star: William Sadler (Sam Custer).
- Altri interpreti: Connor Toms (Zeke Custer), Rosslyn Greer (Athena), Jacob Legas (Bandito con la pistola), Thomas Lemieux (Bandito col piede di porco), William Vorhees (Demolitore).

## Lotto 47
- Titolo originale: Batch 47
- Diretto da: Alexander Yellen
- Scritto da: Michael Cassutt

### Trama
Murphy e Cassandra arrivano al laboratorio di Minneapolis dove Murphy spiega al dottore a capo dei lavori, Odegard, chi è mostrando i suoi poteri. Il dottore spiega che l'erba che può curare il virus zombie si trova nel lotto 47, una zona della serra rimasta inaccessibile a tutti i tentativi di introdurvi, causa presenza di fitozombie, ossia zombie metà umani e metà piante, generati dopo l'esplosione atomica. Odegard e Murphy entrano insieme nella serra e grazie ai poteri di Murphy riescono a prelevare dei baccelli con cui fare un test. Dopo poco anche il resto del gruppo arriva nel laboratorio a Minneapolis dove aiutano una donna che stava per essere mangiata da un fitozombie. Murphy e il dottore sperimentano la cura tale così che una dose adeguata permette ad uno zombie di ricominciare a parlare. Murphy decide di rientrare nella serra insieme a tutto il gruppo (nel frattempo sopraggiunto nel laboratorio) per prelevare il maggior quantitativo possibile di erba del lotto 47. Nel laboratorio arrivano però pure gli uomini del cartello "zero" capeggiati da Hector Alvarez detto "Escorpion", organizzazione criminale che finanzia Odegard per coltivare l'erba zeta che loro spacciano. Escorpion uccide Odegard, reo di perdere tempo dietro al suo sogno del lotto 47, dando poi ordine di bruciare tutto. Doc riesce a nascondere una foglia del lotto 47 che poi darà alla figlia della donna che avevano salvato per non farla trasformare in zombie anche se poi non viene mostrato se poi si trasformerà o meno. Il gruppo riprende la sua marcia verso la California ed incontra sulla sua strada Serena, la donna incinta di Murphy.
- Guest star: Donald Corren (Dr. Walter Kurian), Dileep Rao (Odegard).
- Altri interpreti: Jessica Bork (Mariah), Sara Coates (Serena), Noelle Fries (Harper).

## Baby Zombie
- Titolo originale: Zombaby
- Diretto da: Rachel Goldenberg
- Scritto da: Jennifer Derwingson

### Trama
Viaggiando il gruppo trova un momentaneo posto sicuro in una fattoria abitata da una comunità mennonita in tempo per dare alla luce il bambino di Serena e Murphy. Diecimila e Addy contraggono l'antrace e si ammalano. Nonostante i mennoniti sono stati disponibili e collaborativi al gruppo, Roberta sotto consiglio di Vasquez è costretta a rubargli delle loro razioni rimanenti di antibiotici al fine di salvare Diecimila e Addy. Subito dopo il parto di Serena con l'aiuto di Doc come ostetrico, un'orda di zombie attacca il gruppo e nella lotta che ne segue, Serena viene divorata sotto gli occhi dei presenti e diventata zombie viene graziata da Roberta. Fuggiti dalla fattoria, Murphy chiama la sua bambina Lucy in memoria di sua madre Lucinda.
- Altri interpreti: Sara Coates (Serena), Dylan Kane (Jacob), Marianna de Fazio (Rebecca), Dylan Kane (Drogato).

## La piccola zombie di papà
- Titolo originale: Zombie Baby Daddy
- Diretto da: Abram Cox
- Scritto da: Craig Engler

### Trama
Il gruppo arriva fino a Springfield (Illinois), dove si ritrova a combattere contro degli zombie vestiti da Abraham Lincoln per difendere la piccola Lucy. Più tardi mentre il gruppo fa una sosta, Murphy si allontana con la sua bambina, preoccupandosi della sua incolumità e anche perché non fidandosi del gruppo riguardo al caso di sua figlia; che per metà è umana e per metà è zombie. Anche Vasquez si separa dal gruppo e notando la sua lunga assenza, Roberta decide di andare a rintracciarlo, tramite le indicazioni fornitegli da Diecimila che, a sua volta, era andato in cerca di cibo. Roberta e Vasquez si ritrovano e hanno uno scontro con degli Zeros, i due rimangono feriti e finiscono in un ospedale abbandonato, dove Vasquez rivela che stava cercando l'uomo che ha ucciso la moglie e la figlia, ed ecco il perché era dagli Zeros. Sotto gli ordini di Murphy, Cassandra trattiene Doc, Addy e Diecimila. Più tardi Diecimila è costretto a uccidere Cassandra in una colluttazione. Murphy intanto trova una coppia in una casa isolata, li morde e lascia Lucy alle loro cure affinché possano crescerla senza problemi. Tornati tutti al momentaneo campo base, il gruppo viene informato della morte di Cassandra da Diecimila, tutti capiscono le motivazioni del ragazzo tranne un vendicativo e arrabbiato Murphy.
- Altri interpreti: Kim Little (Ma Kettle), D.C. Douglas (Pa Kettle).

## La riva sbagliata
- Titolo originale: Down the Mississippi
- Diretto da: John Hyams
- Scritto da: John Hyams

### Trama
Il gruppo si sposta a sud in barca lungo il fiume Mississippi verso Memphis, Tennessee. Durante il tragitto incontrano i truffatori Sketchy e Skeezy e poi un'orda di zombie che attacca la barca, costringendo tutti a tuffarsi e nuotare fino alla riva. Diecimila nuota verso la riva sbagliata e si separa dal gruppo capitando però insieme a Sketchy e Skeezy, che convincono Diecimila ad aggregarsi con loro finché Diecimila non avrebbe incontrato di nuovo i suoi vecchi amici. Il trio arriva in una cittadina gestita da un tale di nome Tyler Burr, in realtà la cittadina è sotto il dominio degli Zeros e a causa di qualche incomprensione, vengono processati e condannati a morte per impiccagione per tradimento dal leader degli Zeros, Escorpion. Per fortuna, Diecimila aveva fatto amicizia con Sadie, una donna della cittadina, che le aveva detto dove stava progettando l'incontro con il resto del suo gruppo. La donna riesce a trovare Roberta e gli altri e a portargli nella cittadina. Il gruppo arriva giusto in tempo per salvare Diecimila e i due truffatori e per salvarli liberano degli zombie in catene tra cui il marito di Sadie. Nel caos la cittadina viene infestata dagli zombie e il gruppo di Roberta riesce a fuggire.
- Altri interpreti: Mark Carr (Sketchy McClain), Doug Dawson (Skeezy), Bradley Goodwill (Rollie), Mark Fullerton (Capitano della barca), Mike Dunay (Zachary), Aaron Fink (Dale), Gary Winterholler (Tyler Burr), Jessica Martin (Sadie).

## Il collezionista
- Titolo originale: The Collector
- Diretto da: Dan Merchant
- Scritto da: Dan Merchant

### Trama
Murphy, rattristito per la morte di Cassandra, si allontana dal gruppo. Mentre vaga nei boschi viene attirato da una esca base di cervelli posizionata da un inquietante collezionista di zombie. Murphy viene catturato e il Collezionista decide di tenerlo per il suo palazzo museo insieme ad altri non morti, nella certezza che in un futuro prossimo vi sarebbero stati visitatori a pagamento. Dopo varie peripezie e con l'aiuto del resto del gruppo Murphy riesce alla fine a liberarsi 
e riprendere il suo viaggio.
- Guest star: Tom Beyer (Dean Madlin).
- Altri interpreti: Phil Andrade (Prigioniero tatuato).
- Non accreditati: George R. R. Martin (Se stesso).

## Rozwell
- Titolo originale: Rozwell
- Diretto da: Jason McKee
- Scritto da: Craig Engler

### Trama
Roberta e il resto del gruppo arriva nell'Area 51 dove incontra un gruppo di sopravvissuti che vivono lì in attesa che gli extraterrestri li vengano a prendere.
- Guest star: Missi Pyle (Bernadette), Doug Jones (Dan Scully).
- Altri interpreti: D.R. Anderson (Roy Nearberg).

## Uomo o zombie
- Titolo originale: We Were Nowhere Near the Grand Canyon
- Diretto da: Juan A. Mas
- Scritto da: Eric Bernt

### Trama
Il gruppo arriva nei pressi del Gran Canyon dove il loro mezzo si guasta, 10 000 e Doc incontrano un gruppo di nativi americani che li cattura mentre il resto del gruppo trova rifugio in un casinò gestito da una parte della stessa tribù che non intende abbandonarlo. Dopo aver avvertito entrambi i gruppi dell'arrivo della grossa mandria di zombie riescono a distruggerla e a riprendere il viaggio verso ovest. Nel frattempo cittadino Z riesce finalmente ad eliminare tutti gli zombie che hanno devastato la base artica dove lui vive.
- Guest star: Tonantzin Carmelo (Kuruk), Eddie Spears (Gordon Firecloud/Falco Rosso), Tinsel Korey (Ayalla Firecloud).
- Altri interpreti: Gene Tagaban (Danny Firecloud/Nuvola di Fuoco), Ricki Bhullar (Eddie), Jeff Barehand (Jerry Firecloud).

## Ritiro aziendale
- Titolo originale: Corporate Retreat
- Diretto da: Micho Rutare
- Scritto da: Jodi Binstock

### Trama
Il gruppo, dopo una breve battaglia in un bosco in fiamme, arriva ad un hotel dove incontrano un gruppo di sopravvissuti. Questi ultimi sono rimasti bloccati mentre prendevano parte ad un meeting aziendale con un motivatore. Mentre il gruppo si ambienta nell'hotel in attesa di poter ripartire, uno dei residenti spara e Murphy rimane gravemente ferito. Il presunto colpevole, Iggy, viene individuato ed espulso venendo immediatamente aggredito dagli zombie che stazionano all'esterno dell'edificio. Mentre Murphy è in coma, gli zombie all'esterno cercano di entrare per raggiungerlo e nel parapiglia che ne segue i due gruppi si rifugiano in una stanza dove il vero colpevole viene smascherato ed ucciso.  In quel mentre qualcuno bussa alla porta, si tratta di Iggy che dopo aver eliminato i non morti rientra sano e salvo; l'uomo ha un confronto con Gideon, il motivatore, al termine del quale lo uccide, liberando i residenti dalla sua leadership ossessiva. Murphy si sveglia dal coma e gli zombie cessano l'assedio all'albergo permettendo al gruppo di ripartire, mentre i residenti superstiti, ormai consapevoli, decidono anch'essi di partire e sfidare la sorte lungo le strade.
- Guest star: Anthony Michael Hall (Gideon Gould).
- Altri interpreti: Don Ackerman (Washington), Justin Shenkarow (Iggy), Kay Whitney (Sheila), Michael Draper (Travis), Norm Johnson (Paul), Tiffany Rodriguez (Meg), Jana Lee Hamblin (Dana), Todd Kehne (Greg).

## La reina de los muertos
- Titolo originale: Party With the Zeroes
- Diretto da: Abram Cox
- Scritto da: Lynelle White

### Trama
Il gruppo si trova in Messico e deve difendersi da molti zombie che li stanno assalendo, quando tutto sembra perduto vengono salvati da una squadra di uomini del cartello "Zero" capeggiati da Hector Alvarez. Accertatosi che Murphy sia il vero Murphy, Hector conduce il gruppo della tenente Warren dalla Regina dei Morti in una zona verdeggiante e libera da zombie dove la regina ha la sua villa. All'interno del regno della Reina c'è anche un laboratorio dove si studia per un vaccino; il sangue di Murphy è indispensabile per terminare il progetto. Nel laboratorio il gruppo incontra il dottor Kurian che dirige le ricerche per conto degli Zero. Lasciato Murphy nel laboratorio la regina offre a Roberta ed agli altri di entrare nel cartello, la ragazza su suggerimento di Vasquez accetta ma tutto il gruppo è costretto ad affrontare una prova. Il test viene brillantemente superato così Roberta e gli altri vengono ammessi fra gli Zero. Durante la festa per il loro ingresso nel cartello Vasquez riconosce in Hector l'uomo che gli uccise la moglie e la figlia e decide di vendicarsi, ma non riesce nel suo intento tant'è che Warren gli impedisce di centrare il colpo. L'episodio si conclude con la scena nella quale Kurian sta per iniettare il presunto antidoto a Vasquez.
- Guest star: Gina Gershon (La Reina), Donald Corren (Dr. Walter Kurian).
- Altri interpreti: Caroline Slater (Julia Vasquez), Rosalie Miller (Angie Vasquez), Niohi Ghildayal (Corinne), Carl Bressler (Don Francisco Berg).

## L'esercito di Murphy
- Titolo originale: Adios, Muchachos
- Diretto da: Abram Cox
- Scritto da: Jennifer Derwingson

### Trama
L'episodio inizia con il dottor Kurian che vuole iniettare il suo vaccino a Vasquez ma la Reina, su suggerimento di Roberta, lo obbliga a prenderlo lui stesso. Il vaccino sembra, fra lo stupore generale, funzionare. Dopo aver vaccinato la Reina e molti degli Zero, Kurian e Murphy tornano in laboratorio per produrre altro vaccino ma nel frattempo Hector continua a torturare Vasquez per avere risposte.
Il liquido iniettato rende Kurian, la Reina e tutti gli altri schiavi di Murphy che può comandarli con la mente. L'effetto però non è permanente e dopo poco i contagiati iniziano a non rispondere più ai comandi di Murphy. Nel putiferio che si scatena Roberta, Diecimila, Addy e Doc liberano Vasquez e scappano dal regno degli Zeros. Durante la fuga Vasquez riesce finalmente e apparentemente ad uccidere Hector facendolo cadere in un tombino pieno di zombie e vendicare quindi la propria famiglia.
- Guest star: Gina Gershon (La Reina), Donald Corren (Dr. Walter Kurian).
- Altri interpreti: Caroline Slater (Julia Vasquez), Rosalie Miller (Angie Vasquez), Niohi Ghildayal (Corinne), Carl Bressler (Don Francisco Berg).

## L'inizio della fine
- Titolo originale: Day One
- Diretto da: Dan Merchant
- Scritto da: Michael Cassutt

### Trama
Il gruppo, dopo essere scappato dall'avamposto degli Zeros, cerca di raggiungere la California ma si trova di nuovo a dover continuare il cammino a piedi. Nel corso dell'episodio ogni componente del gruppo, incluso il cittadino Z, ha un flashback in cui ricorda dove si trovava nel momento esatto dell'inizio dell'apocalisse zombie. Roberta e Murphy si confrontano di notte mentre tutti gli altri dormono: Murphy ammette di avere paura che nel laboratorio gli faranno del male, Roberta lo convince che non ci sono alternative. Il cittadino Z intanto scopre di essere stato hackerato sin dall'inizio dell'operazione ed usato dunque per tracciare la posizione di Murphy. Il gruppo infine arriva a destinazione, una bettola abbandonata dove entrano solo Roberta e Vasquez per perlustrare l'interno prima dell'ingresso di Murphy; vi trovano una inquietante signora dietro il bancone di una tavola calda che offre loro del tè e nasconde un'arma.
- Altri interpreti: Caroline Slater (Julia Vasquez), Rosalie Miller (Angie Vasquez), J. Woody Lotts (Privato Dineen), Burl Ross (Larry), Bryan Peterson (Beale), Jayne Taini (Zietta), Carter Rodriquez (Impresario di pompe funebri), Thomas Brophy (Bernie), Dedra D. Woods (Dott.ssa Sanders), Jerry Bell (Urwin), Tracy Schornick (Padre di Diecimila), Angela DiMarco (Avvocato), Richard Carmen (Henry Semple), Allen Fitzpatrick (accusatore Jordan), Jeremy John Rogers (Nazarian), Marc Forsyth (Fuentes).

## Ultimo giorno
- Titolo originale: All Good Things Must Come to an End
- Diretto da: John Hyams
- Scritto da: Karl Schaefer	& Daniel Schaefer

### Trama
Dopo che Vasquez e Roberta hanno verificato il locale anche il resto del gruppo entra in quel momento arrivano dei cacciatori di taglie che affermano di avere il Murphy con loro e chiedono alla titolare del bar, la zietta, la loro ricompensa. Nella sparatoria che segue diecimila rimane ferito e zietta chiama i componenti del centro di prevenzione che stazionano in mare in un sottomarino. Mentre Murphy e diecimila vengono portati al sottomarino gli zeros attaccano il resto del gruppo. Durante il violento scontro che ne segue la Reina viene uccisa e i componenti del gruppo hanno la meglio sugli avversari. Mentre tutto questo avviene Cittadino Z decide di lasciare insieme al suo cane la base ormai inutilizzabile e partire con una slitta, finirà semi assiderato sui ghiacci ma intravedendo una figura umana che cammina verso di lui. La stagione si conclude con Murphy alla guida di un motoscafo che si allontana dal sommergibile mentre quest'ultimo affonda. Sulla spiaggia il gruppo guarda la scena ma viene circondato da dei misteriosi soldati armati.
- Guest star: Gina Gershon (La Reina), Donald Corren (Dr. Walter Kurian).
- Altri interpreti: Jayne Taini (Zietta), Lisa Coronado (Dott.ssa Marilyn Merch), Robert Shampain (Capitano Matheson), Drew Barrios (Boss), Cora M. Abdullah (Lucy Murphy).